# London Beer Flood

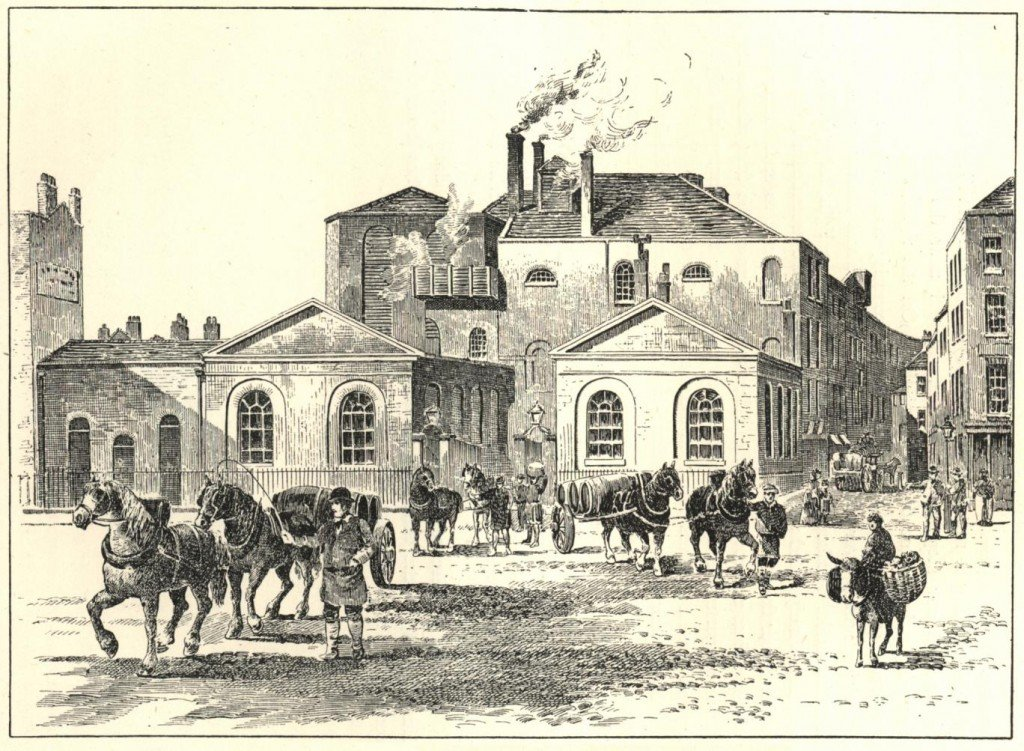
Horse Shoe Brewery, Londen, omstreeks 1800

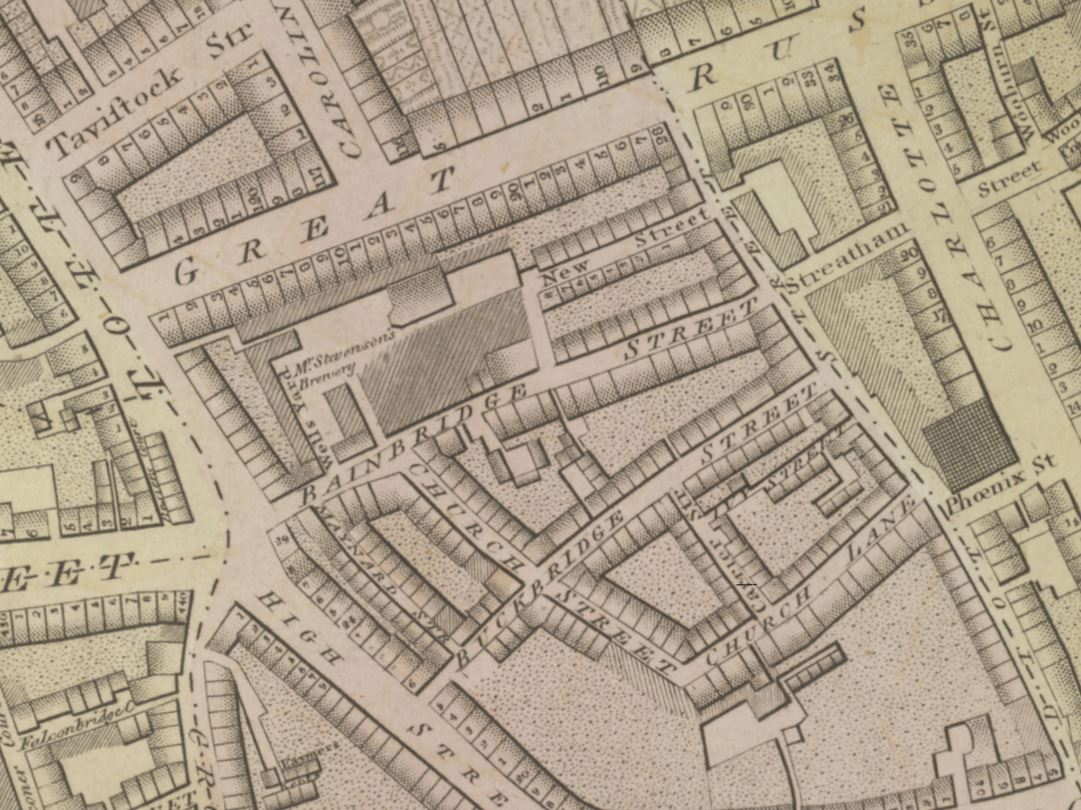
Locatie van de Horse Shoe Brewery (center) op het kruispunt van Tottenham Court Road en Oxford Street

De London Beer Flood (bieroverstroming) was een ongeluk in Meux & Co's Horse Shoe Brewery in Londen op 17 oktober 1814. 
De overstroming vond plaats toen een van de 6,7 meter hoge houten vaten vol gistende porter barstte. De druk vernietigde een ander vat en tussen 580.000 en 1.470.000 liter bier kwam vrij. De resulterende 4,5 meter hoge vloedgolf van bier vernietigde de achterste muur van de brouwerij en zette een gebied met sloppenwijken bekend als de St Giles rookery onder. De vloedgolf liep door New Street waar het twee huizen verwoestte en twee andere zwaar beschadigde. In een van de huizen dronk een vierjarig meisje, Hannah Bamfield, thee met haar moeder en een ander kind. De biergolf sloeg de moeder en het tweede kind de straat op en Hannah werd gedood. In het tweede verwoeste huis  hielden vijf rouwenden een wake na de dood van een tweejarig jongetje uit een Iers gezin. Anne Saville, de moeder van de jongen en vier andere rouwenden (Mary Mulvey en haar drie jaar oude zoon, Elizabeth Smith en Catherine Butler) werden gedood. Eleanor Cooper, een 14-jarige bediende in dienst van de waard van de Tavistock Arms in Great Russell Street stierf toen ze werd bedolven onder de ingestorte muur van de brouwerij. Een ander kind, Sarah Bates, werd dood gevonden in een ander huis in New Street. Het gebied rond de brouwerij was laaggelegen en vlak zodat er veel bier in de kelders stroomde, waarvan er vele bewoond waren en mensen werden gedwongen op meubels te klimmen om verdrinking te voorkomen. Alle mensen in de brouwerij overleefden het ongeval, hoewel drie arbeiders moesten worden gered uit het puin. De hoofdinspecteur en een van de arbeiders werden samen met drie anderen naar het Middlesex-ziekenhuis gebracht.
Het onderzoek van de lijkschouwer gaf een oordeel terug dat de acht hun leven hadden verloren "terloops, per ongeluk en door ongeluk". De brouwerij ging bijna failliet door het gebeuren, het vermeed het faillissement dankzij een vergoeding van Her Majesty's Excise op het verloren bier. De brouwindustrie stopte geleidelijk met het gebruik van grote houten vaten na het ongeval. De brouwerij verhuisde in 1921 en in het gebouw kwam het Dominion Theatre.